# Кушчубаба
Кушчубаба (азерб. Quşçubaba) — село у Ходжалинському районі Азербайджану. Село розташоване на південний схід від Степанакерта, поруч з селом Мадаташен. Село є найпівденішим у Аскеранському районі, далі починається Мартунинський та Гадрутський район.
7 листопада 2020 року в ході Другої Карабаської війни було звільнене Збройними силами Азербайджану.

## Пам'ятки
У селі розташовані церква Сурб Аствацацін (Святої Богородиці) 19 століття, кладовище 19 ст., джерело 19 ст., млин 19 ст., хачкар 12-13 ст. та міст 17-18 століть.